# Henryk Tomys
Henryk Tomys (ur. 7 listopada 1933 w Świętochłowicach, zm. 27 stycznia 2008 w Katowicach-Bogucicach) – polski duchowny rzymskokatolicki, Misjonarz Oblat.
Urodził się w Świętochłowicach. W roku 1945, jako 13-letni chłopiec, wstąpił do Niższego Seminarium Duchownego Misjonarzy Oblatów w Lublińcu. W 1949 roku odbył nowicjat, a 25 listopada 1956, po studiach w Wyższym Seminarium Duchownym w Obrze, przyjął tamże święcenia kapłańskie z rąk biskupa Franciszka Jedwabskiego. Był również absolwentem Państwowej Wyższej Szkoły Muzycznej w Poznaniu.
Po ukończeniu studiów pracował jako nauczyciel muzyki w seminarium Oblackim w Obrze, następnie przez 19 lat był proboszczem w Obrze, a od roku 1982 do roku 2003 sprawował funkcję proboszcza w Katowicach. Był również pierwszym opiekunem duchowym Nadzwyczajnych Szafarzy Komunii Świętej Archidiecezji Katowickiej.
Twórca licznych kompozycji, zwłaszcza ku czci Matki Bożej. Jego utwory były wykonywane między innymi w czasie pielgrzymki Jana Pawła II do Polski w roku 1999.
Jako proboszcz parafii Oblackiej w Katowicach, uczestniczył w formowaniu się misji Stowarzyszenia na Rzecz Niepełnosprawnych SPES, najpierw jako nieformalnej grupy udzielającej pomocy osobom z upośledzeniem umysłowym, a następnie organizacji pozarządowej.